# Parc Central de Nou Barris
Parc Central de Nou Barris är en park i Spanien.   Den ligger i provinsen Província de Barcelona och regionen Katalonien, i den östra delen av landet, 500 km öster om huvudstaden Madrid. Parc Central de Nou Barris ligger 79 meter över havet.
Terrängen runt Parc Central de Nou Barris är platt österut, men västerut är den kuperad.  Närmaste större samhälle är Barcelona, 5,4 km söder om Parc Central de Nou Barris. 